# Ana Bernal Camarena
Ana Laura Bernal Camarena (29 de marzo de 1978) es una política y antigua modelo mexicana. Desde 2018 es diputada federal en sustitución de la titular Ana Gabriela Guevara y como integrante del Partido del Trabajo.

## Reseña biográfica
Ana Bernal Camarena se dedicó inicialmente al modelaje, que la llevó a participar y ganar en el concurso de belleza Nuestra Belleza Sonora en 1997, participando entonces en el evento nacional Nuestra Belleza México del mismo año, en el que no logró una posición destacada.
En 2008 al ser nombrada Ana Gabriela Guevara titular del Instituto del Deporte del Distrito Federal por el jefe de gobierno Marcelo Ebrard, esta designó a Ana Bernal Camarena como directora de Seguimiento y Comunicación Social, y al renunciar Guevara a la dirección del instituto, para ser candidata a jefa delegacional de Miguel Hidalgo, ella quedó como encargada del despacho de la institución a partir de 2009 pero a su vez en octubre de ese año se separó el cargo debido a una incapacidad por maternidad; la suplió como encargado del despacho Sergio Monroy Collado, hasta que el 12 de noviembre siguiente fue nombrado nuevo director del mismo Gerardo Villanueva Albarrán.
De 2012 a 2018 fue asesora del Senado de la República, durante el periodo en el que Ana Gabriela Guevera fue senadora, y al ser ésta postulada en 2018 como candidata a diputada federal por el Distrito 2 de Sonora por la coalición Juntos Haremos Historia, Ana Bernal fue designada como su candidata suplente.
Lograron el triunfo en la elección constitucional a la LXIV Legislatura cuyo periodo terminará en 2021. El 4 de diciembre de 2018 Ana Gabriela Guevara solicitó y obtuvo licencia a la diputación federal al ser nombrada por el presidente Andrés Manuel López Obrador como directora de la Comisión Nacional de Cultura Física y Deporte (CONADE), por el que el día 6 de diciembre Ana Bernal Camarena asumió la titularidad de la diputación.
En la Cámara de Diputados en secretaria de la comisión de Deporte; e integrante de la comisión de Ciencia, Tecnología e Innovación; y de a comisión y de Juventud y Diversidad Sexual.